# Йенг, Малькольм
Малькольм Джон Матарр Йенг (швед. Malcolm John Matarr Jeng; род. 9 марта 2005) — шведский футболист, защитник клуба «Реймс».

## Клубная карьера
Начинал заниматься футболом в «Ханинге». В 2021 году присоединился к молодёжной команде «Сириуса». С начала 2023 года стал привлекаться к тренировкам с основной командой. Дебютировал за основной состав в чемпионате Швеции 29 апреля в матче пятого тура нового сезона с АИК, в котором Юнгберг вышел на поле на 21-й минуте вместо Арона Бьяднасон, получившего травму.

## Карьера в сборной
В феврале 2023 года был вызван на сборы юношеской сборной Швеции до 18 лет.

## Клубная статистика
| Выступление      | Выступление      | Выступление      | Лига | Лига | Кубки | Кубки | Конт. кубки | Конт. кубки | Итого | Итого |
| Клуб             | Лига             | Сезон            | Игры | Голы | Игры  | Голы  | Игры        | Голы        | Игры  | Голы  |
| ---------------- | ---------------- | ---------------- | ---- | ---- | ----- | ----- | ----------- | ----------- | ----- | ----- |
| Сириус           | Алльсвенскан     | 2023             | 1    | 0    | 0     | 0     | 0           | 0           | 1     | 0     |
| Сириус           | Итого            | Итого            | 1    | 0    | 0     | 0     | 0           | 0           | 1     | 0     |
| Всего за карьеру | Всего за карьеру | Всего за карьеру | 1    | 0    | 0     | 0     | 0           | 0           | 1     | 0     |